# 巴基亚巴德
巴基亚巴德（Bakiabad），是印度北方邦Mirzapur县的一个城镇。总人口3979（2001年）。

## 人口
该地2001年总人口3979人，其中男性2125人，女性1854人；0—6岁人口451人，其中男223人，女228人；识字率70.82%，其中男性为79.25%，女性为61.17%。